# Dalian Atkinson
Dalian Robert Atkinson (Shrewsbury, Shropshire, Inglaterra, 21 de marzo de 1968-Telford, Shropshire, Inglaterra, 15 de agosto de 2016) fue un futbolista británico. Jugaba de delantero y su primer equipo fue el Ipswich Town.
Atkinson fue un delantero de grandes condiciones físicas. Jugó durante su carrera futbolística en Inglaterra en equipos como el Ipswich Town, Sheffield Wednesday, Aston Villa y Manchester City. También jugó en muchos equipos extranjeros: en España en la Real Sociedad, en Francia con el Metz, en Turquía con el Fenerbahçe, en Arabia Saudí con el Al-Ittihad, y en Corea del Sur con el Daejeon Citizen y Jeonbuk Hyundai Motors.
Atkinson falleció el 15 de agosto de 2016 tras ser aturdido con un táser por la policía junto a la casa de su padre en Telford.

## Origen e inicios
Dalian Atkinson nació en 1968 en la localidad inglesa de Shrewsbury en una familia de origen afrocaribeño y creció en la vecina localidad de Telford; ambas del condado de Shropshire. 
Su primer equipo profesional fue el Ipswich Town, al que llegó siendo un adolescente en 1985. Con el Ipswich Town logró ascender a la Primera División del fútbol inglés.  
En 1989, el mánager Ron Atkinson se lo llevó al Sheffield Wednesday por 450.000 libras esterlina donde formó una buena dupla delantera junto con David Hirst durante una única temporada.  Aunque ofreció un buen rendimiento y lo jugó prácticamente todo en Liga con el Sheffield Wednesday llegando a marcar 10 goles no pudo evitar el descenso de su equipo. Tras perder la categoría el Sheffield decidió venderlo a la Real Sociedad por 1,7 millones de libras esterlinas. 

### Real Sociedad
Atkinson se convirtió en el primer jugador de raza negra de la historia de la Real Sociedad. Debido a este hecho fue apodado como El Txipiron, por la afición de la Real. En la Real Sociedad jugó una única temporada, la 1990-91. En la Real formó la tripleta de jugadores extranjeros junto con sus compatriotas John Aldridge y Kevin Richardson. La Real venía de clasificarse la temporada anterior para la Copa de la UEFA, pero su rendimiento empeoró en la temporada siguiente, a pesar de los refuerzos. Eliminada de la Copa del Rey en la primera eliminatoria y de la UEFA en la segunda, en la Liga acabó en el 13º puesto tras lograr reconducir una tramo inicial negativo y pasar parte de la temporada cerca de las posiciones de descenso. En cambio el equipo logró varias victorias a domicilio contra equipos ricos durante esa temporada, ante el Barcelona, Real Madrid y Valencia; la única vez que ha logrado eso en una misma temporada. 
El papel de Atkinson en la Real fue irregular. Aunque marcó goles a todos los equipos más destacados de la Liga  como Barcelona, Real Madrid, Valencia o Atlético Madrid, tuvo otras actuaciones mucho más discretas generalmente ante rivales de menor reputación. En 30 partidos jugados marcó 12 goles. 
La dirección de la Real Sociedad recibió una oferta del fútbol inglés que permitía al club prácticamente recuperar la inversión realizada un año antes y decidió transferirlo. Con el dinero de la venta de Atkinson se pagó parte del fichaje de los portugueses Oceano y Carlos Xavier y del bosnio Meho Kodro; tres jugadores que dieron un rendimiento muy bueno en la Real Sociedad durante los siguientes años. 

### Aston Villa
Atkinson se unió al Aston Villa por £1.6 millones en julio de 1991. Durante su estancia en el Aston Villa formó una recordada pareja de delanteros junto con Dean Saunders, que llegaría un año más tarde procedente del Liverpool. La sociedad Saunders-Atkinson se rompió en 1995 cuando ambos jugadores fueron vendidos a clubes turcos – Saunders al Galatasaray y Atkinson al Fenerbahçe por £1.7 millones.
Atkinson es principalmente recordado por el gol que marcó al Wimbledon en una victoria por 3:2 a domicilio el 3 de octubre de 1992. Este gol ganó el concurso del gol de la temporada del programa Match of the Day  durante la temporada inaugural de la Premier League (1992-93). Esa primera edición de la Premier League, el Aston Villa fue subcampeón, no habiendo sido capaz de igualar este resultado desde entonces. Atkinson también consiguió la distinción de ser el autor del primer gol del Aston Villa en la Premier League, cuando marcó un tardío gol del empate en el 1:1 contra el Ipswich Town en la jornada inaugural de esa temporada.
El otro hito por el que es recordado Atkinson entre la afición del Aston Villa se produjo en la final de la Copa de la Liga de 1994 cuando marcó el gol de la victoria contra el Manchester United. Con anterioridad había marcado dos goles en las semifinales contra el Tranmere Rovers (uno ala ida y otra a la vuelta).

### Resto de su carrera
En 1995 Dalian Atkinson fue traspasado al fútbol turco siendo todavía un jugador con caché y valorado. Sin embargo no tuvo éxito y no consiguió asentarse en su nuevo equipo. Comenzó una etapa de clara decadencia de Atkinson que probó suerte en numerosos equipos de muy diversas ligas sin conseguir volver al nivel que había mostrado en el Aston Villa. 
Durante su pertenencia al Fenerbahce pasó por dos cesiones, la primera al  FC Metz de la Liga Francesa, donde no jugó y con posterioridad al Manchester City, por aquel entonces en la First Division (segundo nivel del fútbol inglés), donde jugó solo 8 partidos y marcó 2 goles.  
En 1997 una vez finalizado su contrato con el Fenerbahce se marcó a jugar a la liga saudí, donde militó en el Ittihad FC de Jeddah durante dos temporadas. Tras permanecer varios años sin equipo acabó finalmente jugando en la K League de Corea del Sur donde colgó las botas en 2001.  

### Selección nacional
Fue internacional con la Selección nacional de fútbol de Inglaterra B en 1 ocasión. Su único partido fue el 27 de marzo de 1990 en el partido amistoso Irlanda-Inglaterra (4:1). Atkinson fue el autor del gol inglés en dicho encuentro.

## Muerte
Atkinson falleció durante la madrugada entre el 14 y el 15 de agosto de 2016, al disparar la policía al exjugador repetidas veces con una pistola taser para inmovilizarlo. Debido a los disparos el jugador sufrió un paro cardiaco y falleció camino al hospital.
Los agentes responsables de la muerte de Atkinson fueron juzgados y uno de ellos fue condenado a 8 años de prisión por homicidio imprudente. El juicio determinó que Atkinson había recibido una cantidad excesiva de descargas y que el agente le había propinado patadas en la cabeza cuando estaba en el suelo.
En diciembre de 2021 el cuerpo de policía británico emitió un comunicado oficial disculpandose por la muerte de Atkinson.

## Clubes
| Club                   | País           | Año       | Partidos | Goles |
| ---------------------- | -------------- | --------- | -------- | ----- |
| Ipswich Town           | Inglaterra     | 1985-1989 | -        | -     |
| Sheffield Wednesday    | Inglaterra     | 1989-1990 | 1        | 1     |
| Real Sociedad          | España         | 1990-1991 | 30       | 12    |
| Aston Villa            | Inglaterra     | 1991-1995 | 73       | 22    |
| Fenerbahce SK          | Turquía        | 1995-1996 | -        | -     |
| FC Metz                | Francia        | 1996      | -        | -     |
| Manchester City        | Inglaterra     | 1996-1997 | -        | -     |
| Ittihad FC             | Arabia Saudita | 1997-1999 | -        | -     |
| Daejeon Citizen        | Corea del Sur  | 2001      | -        | -     |
| Jeonbuk Hyundai Motors | Corea del Sur  | 2001      | -        | -     |

## Títulos

### Campeonatos nacionales
| Título                        | Club        | País       | Año  |
| ----------------------------- | ----------- | ---------- | ---- |
| Copa de la Liga de Inglaterra | Aston Villa | Inglaterra | 1994 |